# Argentina nos Jogos Pan-Americanos de 1979
A Argentina competiu nos Jogos Pan-Americanos de 1979, em San Juan, Porto Rico.